# Edward Krupka
Edward Krupka (1851 – 21. září 1918 Sucha Beskidzka) byl rakouský politik polské národnosti z Haliče, na počátku 20. století poslanec Říšské rady.

## Biografie
V době svého působení v parlamentu je profesně uváděn jako obchodník v obci Sucha u města Myślenice. Byl členem obecní rady v Suche a předsedou místní školní rady. Zastával i funkci předsedy hasičského sboru. Angažoval se ve spolku Sokol. Jeho čtyři synové bojovali za první světové války v polských legiích Józefa Piłsudského.
Působil také coby poslanec Říšské rady (celostátního parlamentu Předlitavska), kam usedl v doplňovacích volbách do Říšské rady roku 1908, konaných podle všeobecného a rovného volebního práva. Byl zvolen za obvod Halič 38. Nastoupil 26. listopadu 1908 místo Antoniho Pawluszkiewicze.
Uvádí se jako polský národní demokrat (strana Stronnictwo Narodowo-Demokratyczne, která byla ideologicky napojena na politický směr Endecja). Po volbách roku 1908 byl na Říšské radě členem poslaneckého Polského klubu.